# ما خانواده میلر هستیم
ما خانواده میلر هستیم (به انگلیسی: We're the Millers) فیلم کمدی آمریکایی محصول ۲۰۱۳ به کارگردانی راوسون مارشال تربر و نویسندگی باب فیشر، استیو فیشر، شان آندرس و جون موریس است. از بازیگران آن می‌توان به جنیفر آنیستون، جیسون سودیکیس، اما رابرتس، و ویل پولتر اشاره کرد. ما خانواده میلر هستیم در تاریخ ۷ اوت ۲۰۱۳ توسط کمپانی برادران وارنر به نمایش درآمد.

## خلاصه داستان
دیوید (جیسون سودیکیس) که موادفروشی پاره‌وقت است در شرایط بدی قرار می‌گیرد و پول و جنس‌هایش به سرقت می‌رود. او که حالا به موادفروش بالادستی‌اش ۴۰ هزار دلار بدهکار شده تنها یک راه برای پرداخت آن دارد. او باید وارد مرز مکزیک شود و محموله‌ای از ماری‌جوآنا را با خود برگرداند. برای این کار دیوید تصمیم می‌گیرد به همراه رز (یک استریپر)،کیسی (یک دزد خیابانی) و کنی (پسر نوجوان همسایه) در قالب یک خانواده گردشگر با یک کاروان به مکزیک برود...

## بازیگران
| بازیگر        | نقش              | توضیح                           |
| ------------- | ---------------- | ------------------------------- |
| جیسون سودیکس  | دیوید کلارک/میلر | مواد فروش/ پدر خانواده میلر     |
| جنیفر آنیستون | رز اورایلی       | استریپر/ مادر خانواده میلر      |
| اما رابرتس    | کیسی مثیس        | دزد خیابانی/ دختر خانواده میلر  |
| ویل پولتر     | کِنی راسمور       | نوجوان همسایه/ پسر خانواده میلر |
| اد هلمز       | برد گاردلینگر    | رئیس دیوید                      |
| نیک آفرمن     | دان فیتزجرالد    | پدر خانواده فیتزجرالد           |
| کاترین هان    | ادی فیتزجرالد    | مادر خانواده فیتزجرالد          |
| مالی کوئین    | ملیسا فیتزجرالد  | دختر خانواده فیتزجرالد          |
| تومه سیسله    | پابلو شِکون       | قاچاقچی مواد مخدر               |